# Grande incêndio de Chicago

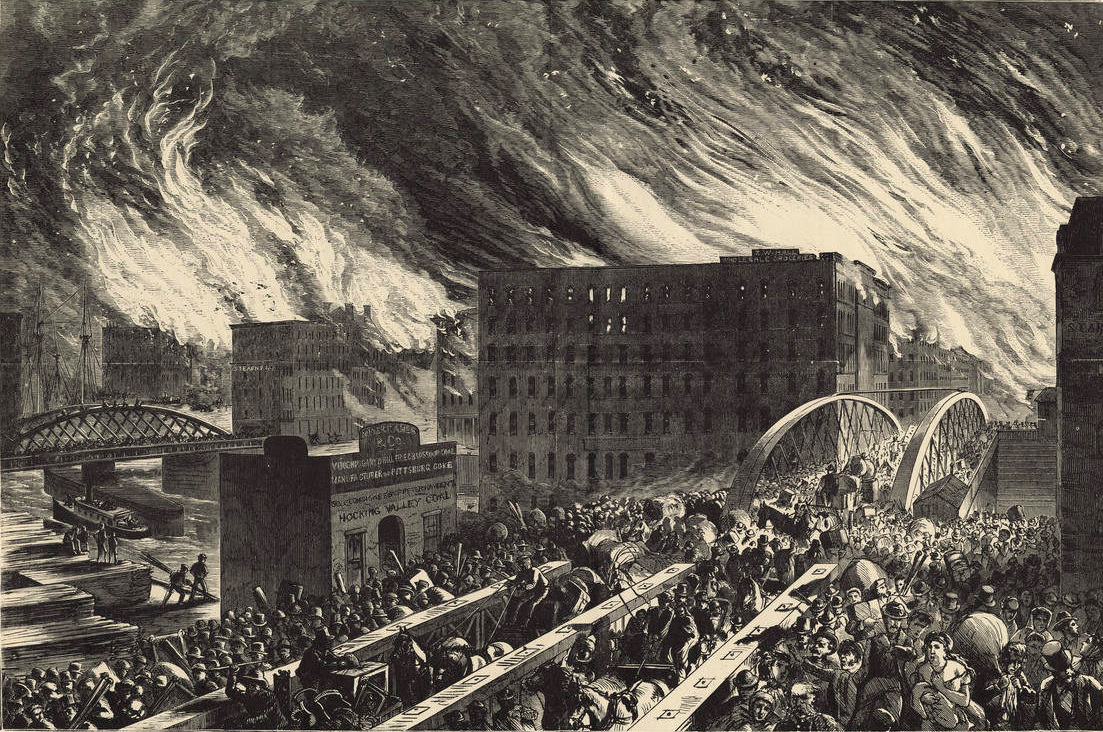
Incêndio de Chicago.

O Grande Incêndio de Chicago foi um incêndio de grandes proporções que ocorreu na cidade americana de Chicago de 8 a 10 de outubro de 1871. O incêndio matou aproximadamente 300 pessoas, destruiu cerca de 3,3 milhas quadradas (9 km2) da cidade e deixou mais de 100 000 residentes sem casa. Começou em um bairro a sudoeste do centro da cidade. Um longo período de condições ventosas, quentes e secas, e a construção de madeira predominante na cidade, levaram a catástrofe. O fogo atingiu o braço sul do rio Chicago e destruiu grande parte do centro de Chicago e, em seguida, atingiu o braço principal do rio, consumindo o lado norte próximo.
A muita ajuda fluiu para a cidade de localidades próximas e de longínquas após o incêndio. O governo da cidade melhorou os códigos de construção para impedir a rápida propagação de futuros incêndios e reconstruiu rapidamente para esses padrões mais elevados.

## Origem

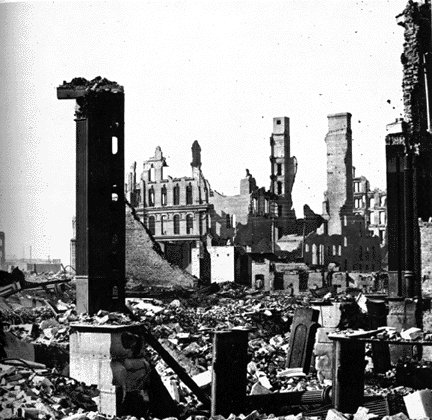
Escombros após o incêndio

O incêndio começou por volta das 21h de domingo, 8 de outubro, em um celeiro de madeira e prédio de propriedade de Patrick e Catherine O'Leary, perto da DeKoven Street 137, então uma estreita estrada de terra. Segundo a tradição, a causa do incêndio foi uma vaca que, chutando uma lanterna, a teria jogado no feno do chão, dando origem ao desastre. Michael Ahern, o jornalista republicano que criou esta versão, admitiu em 1893 que havia inventado tudo para tornar a história mais colorida.

## Disseminação

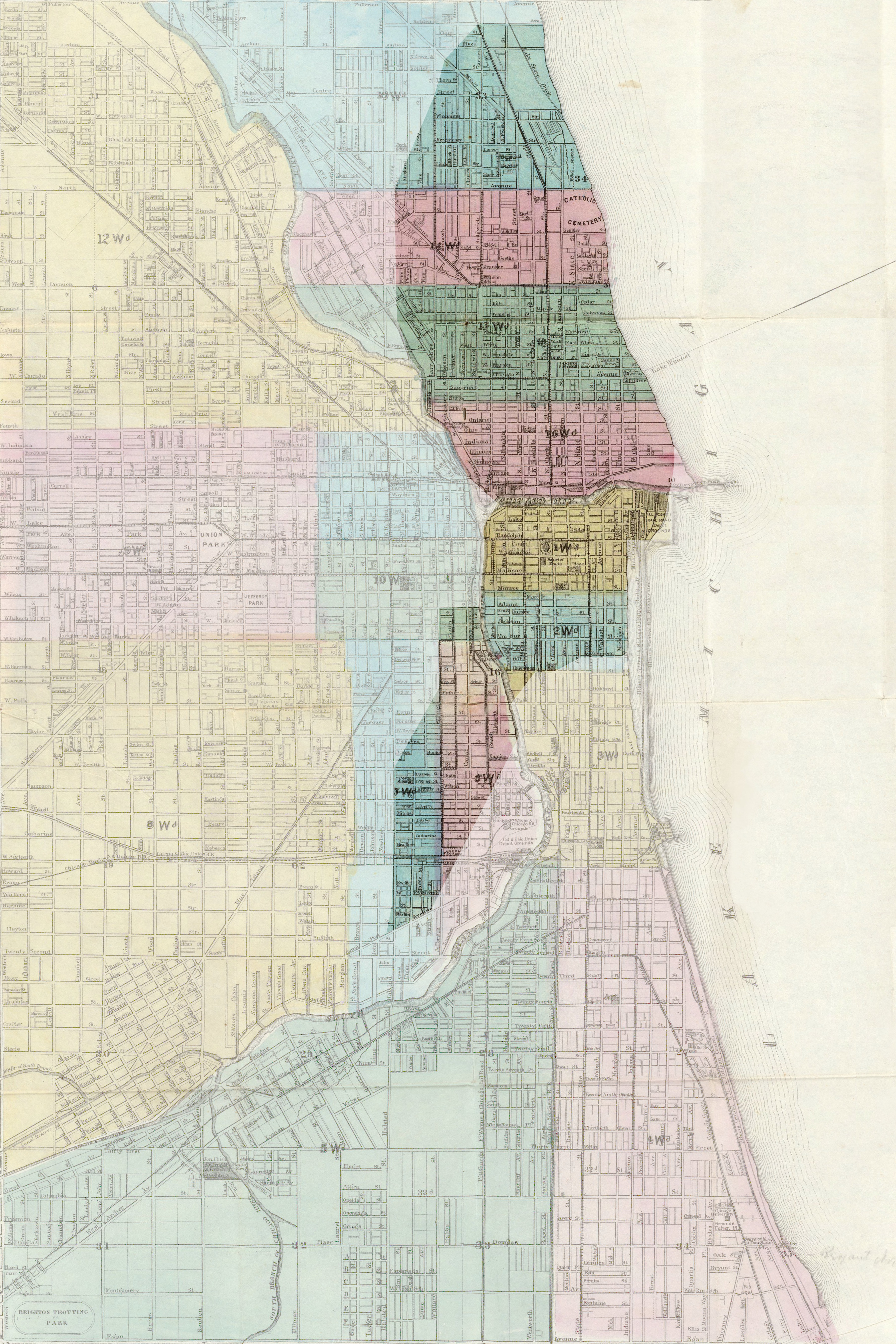
O mapa de Chicago em 1871. A área mais escura foi totalmente destruída pelo desastre

Os bombeiros não responderam ao primeiro relato, enviado de uma farmácia por volta das 21h40. Só quando o fogo ganhou território é que os bombeiros perceberam que se tratava de um novo incêndio e mandaram as bombas, mas na direção errada.
Várias tentativas se seguiram para parar as chamas, mas todas falharam, frustradas pelo clima quente e seco e o vento forte que ajudou a espalhar as chamas. O prefeito de Chicago chegou a pedir ajuda às cidades vizinhas, mas a essa altura o incêndio já era grande demais para ser contido. Como o fogo também destruiu o aqueduto, os bombeiros desistiram de apagar as chamas, e o desastre continuou a se espalhar pelo rio Chicago também.
Quando os bombeiros finalmente chegaram à DeKoven Street, o fogo havia crescido e se espalhado para os prédios vizinhos e estava progredindo em direção ao distrito comercial central. Os bombeiros esperavam que o braço sul do rio Chicago e uma área que anteriormente havia queimado completamente funcionassem como um aceiro natural. Ao longo do rio, no entanto, havia madeireiras, armazéns e pátios de carvão, barcaças e numerosas pontes sobre o rio. À medida que o fogo crescia, o vento sudoeste se intensificou e ficou superaquecido, fazendo com que as estruturas pegassem fogo com o calor e com a queima de detritos soprados pelo vento. Por volta da meia-noite, destroços em chamas atravessaram o rio e caíram nos telhados e na South Side Gas Works.
Com o fogo do outro lado do rio e se movendo rapidamente em direção ao coração da cidade, o pânico se instalou. Nessa época, o prefeito Roswell B. Mason enviou mensagens para cidades próximas pedindo ajuda. Quando o tribunal pegou fogo, ele ordenou que o prédio fosse evacuado e os prisioneiros presos no porão fossem libertados. Às 2h30 do dia 9, a cúpula do tribunal desabou, fazendo com que o grande sino caísse. Algumas testemunhas relataram ter ouvido o som a uma milha (1,6 km) de distância.
À medida que mais edifícios sucumbiam às chamas, um dos principais fatores que contribuíram para a propagação do fogo foi um fenômeno meteorológico conhecido como redemoinho de fogo. À medida que o ar superaquecido sobe, ele entra em contato com o ar mais frio e começa a girar, criando um efeito semelhante ao de um tornado. Esses redemoinhos de fogo são provavelmente o que levou os detritos em chamas tão alto e tão longe. Esses detritos foram soprados através do braço principal do rio Chicago para um vagão que transportava querosene. O fogo havia pulado o rio pela segunda vez e agora se alastrava pelo lado norte da cidade.
Apesar do fogo se espalhar e crescer rapidamente, os bombeiros da cidade continuaram a combater o incêndio. Pouco tempo depois que o fogo saltou o rio, um pedaço de madeira em chamas se alojou no telhado do sistema hidráulico da cidade. Em poucos minutos, o interior do prédio foi engolido pelas chamas e o prédio foi destruído. Com isso, a rede de água da cidade secou e a cidade ficou desamparada.
Finalmente, no final da noite de 9 de outubro, começou a chover, mas o fogo já havia começado a se extinguir. O fogo se espalhou para as áreas escassamente povoadas do lado norte, tendo consumido completamente as áreas densamente povoadas.
Dos aproximadamente 324 000 habitantes de Chicago em 1871, 90 000 residentes de Chicago (1 em cada 3 residentes) ficaram desabrigados. 120 corpos foram recuperados, mas o número de mortos pode ter chegado a 300.
A reconstrução foi repentina e durou alguns anos; entre os edifícios construídos de raiz, destaca-se o Home Insurance Building, um dos primeiros arranha-céus da história.

## Estruturas sobreviventes
As seguintes estruturas do distrito queimado ainda estão de pé:
- Igreja de São Miguel, Cidade Velha
- Torre de Água de Chicago
- Estação de bombeamento da Chicago Avenue
- Preparação para o Colégio Santo Inácio.
- Casa de campo do policial Bellinger em 21 Lincoln Place (2121 North Hudson, hoje).
- 2323 e 2339 North Cleveland Avenue também sobreviveram ao incêndio.

A Igreja de São Miguel e a Estação de Bombeamento foram destruídas pelo incêndio, mas seus exteriores sobreviveram e os edifícios foram reconstruídos usando as paredes sobreviventes. Além disso, embora as partes habitáveis do edifício tenham sido destruídas, a torre do sino da Catedral de St. James sobreviveu ao incêndio e foi incorporada à igreja reconstruída. As pedras perto do topo da torre ainda estão enegrecidas com a fuligem e a fumaça.